# Сильванський Микола Йосипович
Мико́ла Йо́сипович Сильва́нський (5 січня 1916, Харків — 6 березня 1985) — український піаніст, композитор, педагог.

## Життєпис
1944 закінчив Московську консерваторію (вступив 1937, спеціальність — фортепіано). Викладачі: В'ячеслав Барабашов (композиція), Яків Флієр (фортепіано).

Могила Миколи Сильванського, Байкове кладовище

Був солістом Харківської обласної філармонії. 1947—1953 — викладач музичного училища і Харківської консерваторії.
1953—1955 — викладач Київської середньої спеціальної музичної школи-десятирічки імені Миколи Лисенка.
Від 1955 — викладач, від 1963 — доцент, від 1968 — професор кафедри загального та спеціалізованого фортепіано Київської консерваторії. Серед учнів Миколи Сильванського — музиканти Володимир Бистряков, Сергій Мацоян, Віталій Пацера, Ігор Щербаков, Юрій Шевченко тощо.
Помер на 70-му році життя 6 березня 1985 року. Похований на Байковому кладовищі (ділянка № 47а, 50°25′0.58″ пн. ш. 30°30′1.41″ сх. д. / 50.4168278° пн. ш. 30.5003917° сх. д.).

## Твори
Більшість творів композитор написав для дітей. Твори Сильванського часто брали до постановки колективи, що обслуговували дитячу аудиторію. Так, 1985 новостворений Київський академічний музичний театр для дітей та юнацтва дебютував трьома виставами, серед яких був і балет «Хлопчиш-Кибальчиш» Миколи Сильванського.
- Балети:
  - «Іван — добрий молодець»,
  - «Незвичайний день»,
  - «Хлопчиш-Кибальчиш».
- Симфонія (1966).
- Сюїта.
- Симфонічні казки:
  - «Івасик-Телесик» (слова Павла Тичини),
  - «Кіт Хвостун» (слова Грицька Бойка).
- «Українське скерцо» для фортепіано й оркестру народних інструментів.
- П'ять концертів для фортепіано й оркестру.
- «Піонерський концерт» (з епізодом на тему «Маршу юних піонерів» Кайдан-Дешкіна; видано 1963).
- Три сонати для фортепіано.
- «Українська сонатина».
- «Українські народні пісні в легкому перекладі для фортепіано», Державне видавництво образотворчого мистецтва і музичної літаратури УРСР, Київ — 1959
- Солоспіви.
- Музика для радіопередач тощо.

## Електронні джерела
- Українські композитори — дітям
- НМАУ. Кафедра загального та спеціалізованого фортепіано
- Московська консерваторія. Студенти. Набір 1937 року (російською мовою)
- Педагогічна енциклопедія. Музика (російською мовою)
- Інтерв'ю з Ігорем Лєбьодкіним (російською мовою)
- Муніципальний камерний оркестр «Кантабіле» (російською мовою)
- Ноктюрн ре мажор і прелюдія фа-дієз мінор (midi)